# Albert De Smaele (politicus)
Alberto (Albert) Ippolito Giuseppe Maria De Smaele (Turijn, 9 maart 1901 - Ukkel, 14 september 1995) was een Belgisch minister, zetelend als onafhankelijk technicus.

## Levensloop
Albert De Smaele (niet te verwarren met Albert De Smaele, zijn naamgenoot, eigenaar en bestuurder van de groep De Standaard), studeerde en promoveerde tot burgerlijk bouwkundig ingenieur in Rome en tot elektrotechnisch ingenieur in Luik. Hij was tevens doctor in de filosofie (Cornell University, Verenigde Staten).
In de periode vlak voor de bevrijding slaagde hij er in de Waalse socialisten, en André Renard in het bijzonder, af te houden van het plan de elektriciteitscentrales op te blazen.
Hij was als extraparlementair politicus en technicus:
- minister van economische zaken in de regering-Achiel Van Acker I, van februari tot augustus 1945;
- minister van economische zaken in de regering-Achiel Van Acker II, van augustus 1945 tot januari 1946;
- minister van buitenlandse handel in de regering-Paul-Henri Spaak I, van 13 tot 19 maart 1946;
- minister van nationale wederuitrusting in de regering-Achiel Van Acker III, van maart tot juli 1946.

In 1947 was hij commissaris-generaal van de Belgische afdeling van de Internationale Tentoonstelling 'Urbanisme et Habitation' in Luik.
In 1956 werd hij voorzitter van de Centrale Raad voor het Bedrijfsleven. Aangenomen werd dat hij liberale sympathieën had.

## Publicaties
- Problèmes actuels. Conférences, Brussel, mei 1945.
- Vingt ans d'expérience de démocratie économique en Belgique, 1967.
- Les nouvelles voies de la démocratie européenne, in: Res Publica, 1965.